# 氯苯氧基類除草劑

2-(2,4-二氯苯氧基)乙酸的结构

氯苯氧基類除草劑（英語：chlorophenoxy herbicide）是一種含氯的除草劑，具有選擇性，對闊葉雜草特別有效，

因其作用與植物生長素有些相似，故又屬環境荷爾蒙型殺草劑。

而其中最廣為人知的則為2,4-二氯苯氧乙酸(2,4-D)及2,4,5-三氯苯氧乙酸(2,4,5-T)。

## 作用機制
屬於滲透型的除草劑，藥劑經由植物的根莖吸收後，進而擴散至整株植物，目的是於攪亂植物光合作用使其枯死。

## 使用方式
如2,4-D這類選擇性除草劑則多施用於農田中，因這類除草劑具有對禾本科傷害少，
卻能對闊葉植物造成嚴重傷害，所以經常的被使用於農田之中。
另外，越戰時期美軍所使用之落葉劑(又做橙劑)，就是使用了各百分之五十的2,4-D及2,4,5-T的混合型除草劑。